# Crandola Valsassina
Crandola Valsassina (Cràndola in dialetto valsassinese e semplicemente Crandola fino al 1962)  è un comune italiano di 263 abitanti della provincia di Lecco in Lombardia.

## Geografia fisica
Il comune di Crandola Valsassina si trova in alta Valsassina, su un terrazzamento naturale ai piedi del monte Cimone.
Il territorio crandolese confina con i comuni di Taceno e Margno (con il Pian delle Betulle). Il comune ha la frazione di Vegno.

## Storia
Dal 1928 al 1957 Crandola è stata una frazione di Margno. La denominazione "Crandola Valsassina" fu adottata nel 1957.

### Simboli
Lo stemma e il gonfalone del Comune di Crandola Valsassina sono stati concessi con decreto del presidente della Repubblica del 29 gennaio 2003.
(D.P.R. 29.01.2003 concessione di stemma e gonfalone)
Il gonfalone è un drappo troncato di rosso e di giallo.

## Monumenti e luoghi d'interesse

### Architetture religiose

#### Chiesa di Sant'Antonio Abate
All'interno, la chiesa conserva affreschi tardo cinquecenteschi e statue seicentesche. Il campanile è in stile romanico con cella a bifore. La chiesa è popolarmente detta anche "del purcel", poiché in passato gli animali venivano posti sotto la tutela del santo patrono.

#### Oratorio di San Giovanni Battista
Nella frazione di Vegno si trova la chiesetta di San Giovanni Battista, ricostruita sul finire del Cinquecento sulla base di una precedente cappella che, come emerge dagli atti della visita pastorale dell'arcivescovo Carlo Borromeo del 1582, era così bassa che una persona alta tre braccia era in grado di toccare il soffitto con le dita. Il presbiterio ospita affreschi risalenti ai primo decenennio del XVII secolo, raffiguranti una Crocifissione tra i santi Giovanni Battista e Ambrogio.

## Società

### Evoluzione demografica
- 295 nel 1805
- annessione a Cortenova nel 1809
- 380 nel 1853
- annessione a Margno nel 1928
- 259 nel 1961

Abitanti censiti